# Rövidujjú kövirigó
A rövidujjú kövirigó (Monticola brevipes) a madarak osztályának verébalakúak (Passeriformes)  rendjébe és a légykapófélék (Muscicapidae) családjába tartozó faj.

## Rendszerezése
A fajt George Robert Waterhouse angol természettudós írta le 1938-ban, a Petrocincla nembe Petrocincla brevipes néven.

## Alfajai
- Monticola brevipes brevipes (Waterhouse, 1838) - Angola nyugati része, Namíbia és a Dél-afrikai Köztársaság délnyugati része
- Monticola brevipes pretoriae(Gunning & Roberts, 1911) ,[2] újabban fokföldi kövirigó (Monticola pretoriae) néven különálló fajként kezelik .[1] - Botswana délnyugati része és a Dél-afrikai Köztársaság középső része

## Előfordulása
Afrika déli részén, Angola, Botswana, a Dél-afrikai Köztársaság és Namíbia területén honos. Természetes élőhelyei a szubtrópusi és trópusi száraz erdő, füves puszták és cserjések, sziklás környezetben, valamint városi régiók. Állandó, nem vonuló faj.

## Megjelenése
Testhossza 18 centiméter.
|  |  |

## Természetvédelmi helyzete
Az elterjedési területe nagyon nagy, egyedszáma pedig stabil. A Természetvédelmi Világszövetség Vörös listáján nem fenyegetett fajként szerepel.